# Il gioco (Africa Unite)
Il gioco è un album del gruppo reggae italiano Africa Unite, pubblicato nel 1997 sotto etichetta Polygram.

## Tracce
1. Muovi – 4:19
2. Non sei sola – 4:55
3. Vero – 4:21
4. Mai – 4:43
5. Miro al centro – 2:08
6. Come in un film – 4:38
7. Il gioco – 5:18
8. Rudub – 2:36
9. Viaggio al centro – 3:14
10. Colori – 5:28
11. Alle radici – 10:34

## Formazione
- Bunna - voce, chitarra
- Madaski - sintetizzatori, campioni, voce
- Papa Nico - percussioni
- Paolo Parpaglione - sax
- Gianluca Senatore (Cato) - basso
- Davide Graziano - batteria
- Ru Catania - chitarra
- Mr T-bone - trombone